# Fabio Babini
Fabio Babini, né le 3 novembre 1969 à Faenza, dans la province de Ravenne en Émilie-Romagne, est un pilote automobile italien.

## Palmarès
- 2000 : Vainqueur des 24 Heures de Daytona en catégorie GTU
- 2001 : Vainqueur des 24 Heures du Mans en catégorie GT
- Deux victoires en championnat FIA GT (2002 à Silverstone, 2003 à Estoril)
- 2004, vice-champion FIA GT en catégorie GT1
- 2013 3e du rallye Monte-Carlo historique sur Porsche 911
- Champion dans la catégorie GTC des European Le Mans Series 2013

## Résultats aux 24 Heures du Mans
| Année | Voiture                  | Équipe                  | Équipiers                               | Résultat         |
| ----- | ------------------------ | ----------------------- | --------------------------------------- | ---------------- |
| 2000  | Porsche 911 GT3 RS (996) | Haberthur Racing        | Gabrio Rosa / Michel Ligonnet (de)      | Abandon          |
| 2001  | Porsche 911 GT3 RS (996) | Seikel Motorsport       | Gabrio Rosa / Luca Drudi                | 6e et 1er en GT  |
| 2003  | Ferrari 360 Modena GT    | JMB Racing              | David Terrien / Fabrizio de Simone (en) | 25e              |
| 2006  | Aston Martin DBR9        | BMS Scuderia Italia     | Fabrizio Gollin / Christian Pescatori   | Abandon          |
| 2007  | Aston Martin DBR9        | Aston Martin Racing BMS | Matteo Malucelli / Jamie Davies         | 11e et 6e en GT1 |
| 2008  | Ferrari F430 GTC         | BMS Scuderia Italia     | Matteo Malucelli / Paolo Ruberti        | 22e et 2e en GT2 |
| 2009  | Ferrari F430 GTC         | BMS Scuderia Italia     | Matteo Malucelli / Paolo Ruberti        | 19e et 2e en GT2 |
| 2018  | Porsche 911 RSR          | Ebimotors               | Christina Nielsen / Erik Maris          | 31e              |